# Ctenopharynx nitidus
Ctenopharynx nitidus és una espècie de peix de la família dels cíclids i de l'ordre dels perciformes.

## Morfologia
- Els mascles poden assolir 13,9 cm de longitud total.[1][2]

## Alimentació
Menja petits invertebrats bentònics.

## Hàbitat
És una espècie de clima tropical que viu entre 2-65 m de fondària.

## Distribució geogràfica
Es troba a Àfrica: llac Malawi.